# Kapka Gueorguieva
Kapka Gueorguieva-Panayotova (30 de septiembre de 1951) es una deportista búlgara que compitió en remo como timonel.
Participó en los Juegos Olímpicos de Montreal 1976, obteniendo una medalla de plata en la prueba de cuatro con timonel. Ganó una medalla de plata en el Campeonato Mundial de Remo de 1975.

## Palmarés internacional
| Juegos Olímpicos   | Juegos Olímpicos         | Juegos Olímpicos | Juegos Olímpicos   |
| Año                | Lugar                    | Medalla          | Prueba             |
| ------------------ | ------------------------ | ---------------- | ------------------ |
| 1976               | Montreal (Canadá)        | Medalla de plata | Cuatro con timonel |
| Campeonato Mundial |                          |                  |                    |
| Año                | Lugar                    | Medalla          | Prueba             |
| 1975               | Nottingham (Reino Unido) | Medalla de plata | Cuatro con timonel |